# Бояренко, Александр Алексеевич
Александр Алексеевич Бояренко (9 сентября 1950, Городок — 1 июня 2016, Мариуполь) — спортивный журналист, историк и статистик футбола. Сотрудник пресс-службы футбольного клуба «Ильичёвец» (Мариуполь).
Футбольной статистикой занимался с 1973 года. Собрал полную базу данных по Украинской ССР благодаря сотрудничеству со многими статистиками футбола. С 1990 года начали выходить его первые издания о футболе. Во время подготовки к изданию «Энциклопедии футбола Украины» с 1978 по 1991 год сумел объединить статистиков России, Кавказа и Украины. Издания, выпущенные в это время уникальные по своему содержанию — своеобразная энциклопедия советского футбола в период 1950—1957 годов. Оказал посильную помощь материалами в развитии исторического сайта «Одесский футбол». Автор символического Клуба бомбардиров класса «Б» чемпионата СССР имени Михаила Дидевича.
Автор серии изданий футбольной истории и статистики «Лучшие клубы класса „Б“ Украины», «Была такая команда…», «Футбольный архив», «История советского футбола».

## Сыллки
- Александр Алексеевич Бояренко на. footballfakts.ru.
- Сегодня исполнилось бы 70 лет Александру Бояренко. Официальный сайт ФК «Мариуполь» (19 марта 2022). Дата обращения: 30 марта 2025.
- О футболе Таврийского края. xepcoh.info. Архивировано 10 июня 2012 года.
- Известный статистик Мариуполя – за создание городского независимого футбольного сайта. pr.ua. Архивировано 8 сентября 2013 года.